# 350178 Eisleben
350178 Eisleben este o planetă minoră (asteroid) din centura de asteroizi. A fost descoperită pe 30 martie 1992 la Tautenburg de Freimut Börngen. 
Obiectul prezintă o orbită caracterizată de o semiaxă mare de 2,5930734793164 UAi, o excentricitate de 0,25, o înclinație de 6,9 ° în raport cu ecliptica.